# 杜邦站
杜邦站是一座多倫多地鐵央街－大學線車站，坐落加拿大安大略省多倫多士巴丹拿道和杜邦街（Dupont Street）的交界處，鄰近卡薩羅馬城堡，於1978年1月27日聯同該地鐵線的士巴丹拿線段一起開幕。
下列由多倫多公車局營運的巴士線駛經杜邦站：
- 26號杜邦街巴士線（Dupont）
- 127號德文璞道巴士線（Davenport）

## 外部連結
- 维基共享资源上的相關多媒體資源：杜邦站
- （英文）TTC Dupont Station （页面存档备份，存于）－多倫多公車局網站 杜邦站頁面